# Ganz, Mürzzuschlag
Ganz là một đô thị thuộc huyện Bruck-Mürzzuschlag bang Steiermark, nước Áo. Đô thị Ganz, Mürzzuschlag có diện tích 32,12 km², dân số thời điểm cuối năm 2008 là 820 người.